# 音乐厅 (弗罗茨瓦夫大学)

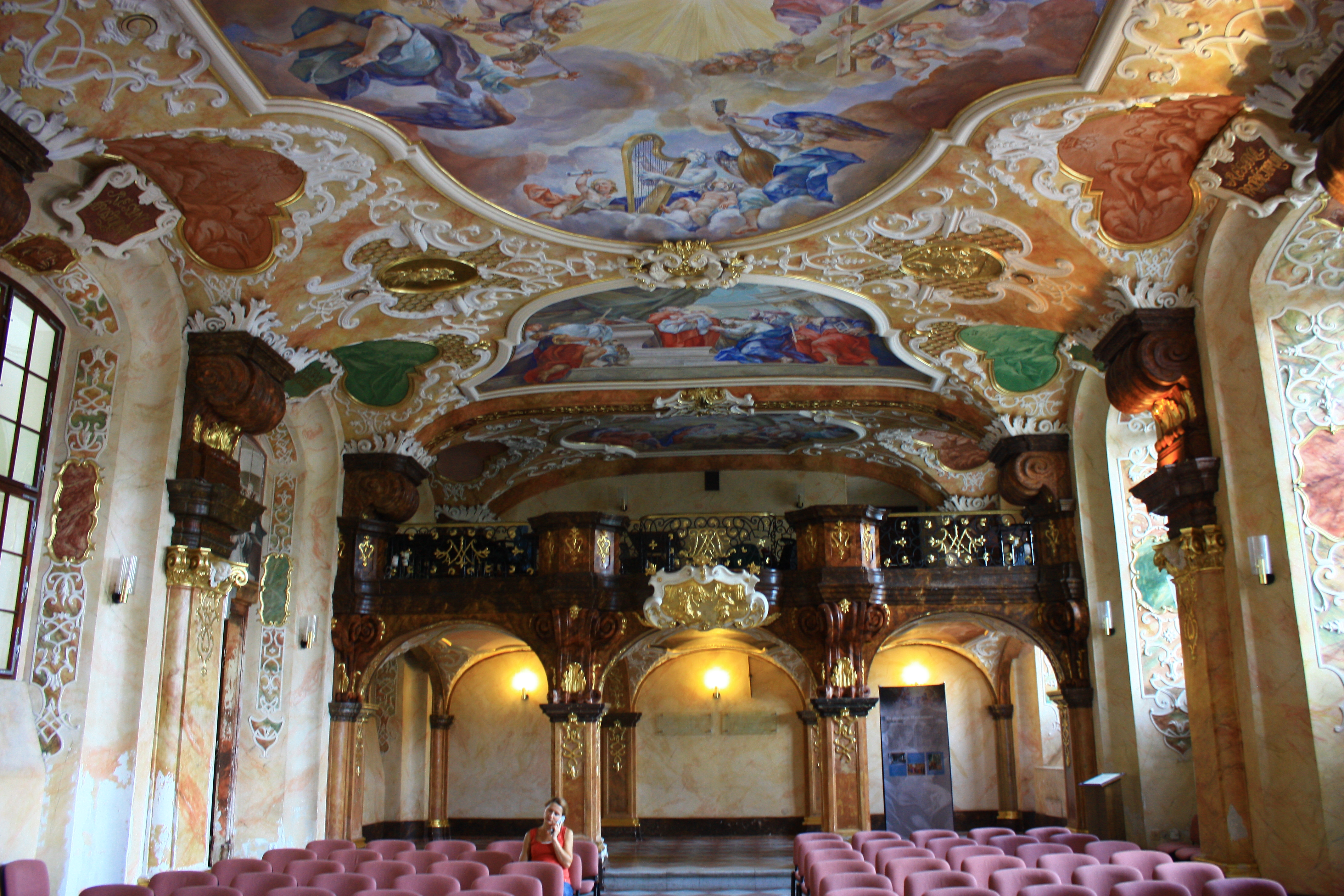
音乐厅

音乐厅（波兰语：Oratorium Muzyczne）又名玛丽安礼堂（Oratorium Marianum）是弗罗茨瓦夫大学主楼内的一个礼堂，巴洛克风格。
1702年，耶稣会学院改建为大学后，从1728年开始修建一座新的大楼。规划中包括几个具有代表性的礼堂，音乐厅就是其中之一。根据最初的设计，音乐厅原本要占据整个建筑的宽度，但在建筑期间（1731年8月）西柱倒塌后，大厅明显变窄。主要设计师是约翰内斯·佩特纳，他死后是约瑟夫·弗里希。画作由约翰·克里斯托夫·汉德克创作。
由于其卓越的音响效果，音乐厅成为布雷斯劳的主要音乐厅之一。19世纪，约翰内斯·勃拉姆斯、李斯特·费伦茨、尼科罗·帕格尼尼、安东·鲁宾斯坦、克拉拉·舒曼和亨里克·维尼亚夫斯基在那里演出。
第一次世界大战期间，音乐厅成为在大学大楼内建立的一所医院的一部分，装饰和绘画遭到严重破坏。修复工作一直持续到20世纪40年代。1945年，在布雷斯劳被围困期间，音乐厅遭到严重破坏。战后重建并没有恢复旧的装饰，直到20世纪和21世纪之交的翻修，才更新和修复了大部分灰泥和部分绘画，恢复礼堂音乐会功能。
2013年，开始复制大厅的画作。这项任务由弗罗茨瓦夫大学德国波兰学会资助。.